# Delta Jangce
Delta Jangceja ali delta reke Jangce, nekoč znana kot Šanghajska ekonomska cona, je megalopolis, ki na splošno obsega večino delov Šanghaja, južnega Džangsuja, severnega Džedžjanga in južnega Anhuija. Območje leži v osrčju regije Džjangnan (dobesedno pomeni 'južno od Jangceja'), kjer se Jangce izliva v Vzhodnokitajsko morje. Rodovitna delta je v preteklosti prehranjevala velik del kitajskega prebivalstva, kar je omogočilo razcvet mest in trgovine. Danes je eno najpomembnejših kitajskih metropolitanskih območij in je dom kitajskega finančnega središča, pa tudi turistična destinacija in središče za proizvodnjo, od tekstila do avtomobilske industrije. Leta 2024 je imela delta Jangceja BDP približno 4,7 bilijona ameriških dolarjev[2] (približno enako velik kot Nemčija).
Gradnja mest na tem območju je povzročila morda največjo koncentracijo sosednjih metropolitanskih območij na svetu. Pokriva 350.000 km2 in je dom več kot 240 milijonom ljudi, kar je približno šestina prebivalstva Kitajske. Z četrtino BDP države je ena najhitreje rastočih in najbogatejših regij v vzhodni Aziji.

## Zgodovina
Neolitska kultura Liangdžu je imela sedež v tej regiji, v obdobju Vzhodni Džov pa sta bili tukaj močni državi Vu s sedežem v Sudžovu in Jue s sedežem na območju Šaošinga. Nanking je bil najprej prestolnica v obdobju Treh kraljestev kot prestolnica Vzhodnega Vuja (229–280 n. št.). V 4. stoletju n. št. je Vzhodna dinastija Džin (317–420 n. št.) po izgubi nadzora nad severom preselila svojo prestolnico sem, njena prestolnica Džjankang (današnji Nanking) pa je postala pomembno kulturno, gospodarsko in politično središče. V srednjem in poznem obdobju dinastije Tang (618–907) se je regija razvila v gospodarsko središče, do poznega Tanga pa je Delta postala najpomembnejše kmetijsko, obrtno, industrijsko in gospodarsko središče cesarstva.
Hangdžov je bil kitajska prestolnica v času dinastije Južni Song (1127–1279). Takrat imenovano Linan je postalo največje mesto v vzhodni Aziji z več kot 1,5 milijona prebivalcev in eno najbolj uspešnih mest na svetu, kar je ostalo tudi po mongolski osvojitvi. Hkrati je Ningbo postal eno od dveh največjih morskih pristanišč v vzhodni Aziji, skupaj s Čuandžovom (v provinci Fudžjan). Nanking je bil zgodnja prestolnica dinastije Ming (1368–1644) in regija je ostala najpomembnejša gospodarska regija cesarstva tudi potem, ko je cesar Jongle leta 1421 preselil prestolnico v Peking.
V srednjem in poznem obdobju dinastije Ming (1368–1644) se je na tem območju rodil in razvil prvi kapitalizem vzhodne Azije, čeprav ga je prekinila invazija Mandžurcev in ga je strogo in skrbno nadzorovala konfucijanska centralna vlada v Pekingu, se je počasi nadaljeval s svojim razvojem skozi preostanek dinastije Čing (1644–1911). V času dinastij Ming in Čing se je delta ponovno razvila v veliko družbeno-ekonomsko središče.
V obdobju Čjanlong (1735–1796) dinastije Čing se je Šanghaj začel hitro razvijati in postal največje pristanišče na Daljnem vzhodu. Od konca 19. stoletja do začetka 20. stoletja je bil Šanghaj najpomembnejše trgovsko središče na Daljnem vzhodu. Delta Jangce je postala prvo industrializirano območje na Kitajskem. V srednji in pozni fevdalni družbi Kitajske je območje delte reke Jangce sprva tvorilo precejšnjo urbano aglomeracijo.
Po kitajskem programu gospodarskih reform, ki se je začel leta 1978, je Šanghaj ponovno postal najpomembnejša gospodarska regija na celinski Kitajski. V sodobnem času metropolitansko regijo delte Jangce obdaja Šanghaj, ob njem pa so tudi glavna metropolitanska območja Hangdžov, Sudžov, Ningbo in Nanking, kjer živi skoraj 105 milijonov ljudi (od tega približno 80 milijonov mestnih prebivalcev). Je središče kitajskega gospodarskega razvoja, ki po gospodarski rasti, produktivnosti in dohodku na prebivalca prekaša druga središča metropolitanskih območij (vključno z delto Biserne reke) na Kitajskem.
Leta 1982 je kitajska vlada ustanovila Šanghajsko gospodarsko območje. Leta 1992 je bilo organizirano skupno srečanje že 14 mest. Leta 1997 je redno skupno srečanje privedlo do ustanovitve Združenja za gospodarsko koordinacijo delte Jangce, ki je istega leta vključilo novega člana Taidžov v Džjangsuju. Leta 1997 se je združenju pridružil tudi Taidžov v Džedžjangu. Leta 2003 je združenje po šestletnem opazovanju in pregledu sprejelo šest novih članov. Leta 2019 se je območje razširilo na celotno območje provinc Anhui, Džjangsu, Džedžjang in Šanghaj.

## Demografija
Delta je ena najbolj gosto poseljenih regij na svetu in vključuje eno največjih mest na svetu na svojih bregovih – Šanghaj, z gostoto 2700 prebivalcev na kvadratni kilometer. Zaradi velikega števila prebivalcev v delti ter tovarn, kmetij in drugih mest ob reki navzgor Svetovni sklad za naravo pravi, da je delta Jangce največji vzrok za onesnaževanje morja v Tihem oceanu.
Večina ljudi v tej regiji govori kitajščino vu (včasih imenovano šanghajščina, čeprav je šanghajščina pravzaprav eno od narečij znotraj skupine kitajščine vu) kot svoj materni jezik, poleg mandarinščine. Vu je vzajemno nerazumljiv z drugimi različicami kitajščine, vključno z mandarinščino.

## Geografija

### Metropolitanska območja
| Metropolitansko območje                | kitajsko     | Mesto                  | Štev. prebivalcev |
| -------------------------------------- | ------------ | ---------------------- | ----------------- |
| Metropolitansko območje Veliki Šanghaj | 上海大都市圈 | Šanghaj                | [ 7 ]             |
| Metropolitansko območje Nanking        | 南京都市圈   | Nanking                | [ 7 ]             |
| Metropolitansko območje Hangdžov       | 杭州都市圈   | Hangdžov               | [ 7 ]             |
| Metropolitansko območje Sušičang       | 苏锡常都市圈 | Sudžov, Vuši, Čangdžov | [ 7 ]             |
| Metropolitansko območje Hefei          | 合肥都市圈   | Hefei                  | [ 7 ]             |
| Metropolitansko območje Ningbo         | 宁波都市圈   | Ningbo                 | [ 7 ]             |

### Mesta
Osrednja območja vključujejo Šanghaj, Nanking, Džjudžjang, Vuši, Čangdžov, Sudžov, Nantong, Jangdžov, Džendžjang, Jančeng, Taidžov (Džjangsu), Hangdžov, Ningbo, Vendžov, Hudžov, Džjašing, Šaošing, Džinhua, Džoušan, Taidžov (Džedžjang), Hefei, Vuhu, Maanšan, Tongling, Ančing, Čudžov, Čidžov, Šuančeng.

## Geologija
Jez Treh sotesk ima ogromen vpliv tako na gorvodni kot dolvodni tok. Od leta 2003 je delta reke Jangce doživela hudo erozijo in znatno zgostitev sedimentov.
Sedimenti, ki izvirajo iz reke Jangce, se niso zares razpršili po celinski polici Vzhodnokitajskega morja, temveč se je od ustja reke Jangce proti jugu ob obalah Džedžjang in Fudžjan v Tajvanskipreliv raztezal podolgovat (~800 km) distalni podvodni blatni klin (debel do 60 m).

## Kultura
Delata reke Jangce je tako geografska kot družbeno-ekonomska regija, za katero so značilne skupne ali podobne kulturne tradicije in zgodovinske izkušnje. Različne regionalne kulture, kot so Hui, Huaijang, Vujue, Haipai in Ču-Han, ohranjajo vsaka svojo identiteto, hkrati pa vplivajo in se združujejo druga z drugo, kar prispeva k raznoliki kulturi delte. Bogata kulturna dediščina regije je igrala vlogo pri podpiranju njenega gospodarskega razvoja in ji pomagala postati eno najbolj gospodarsko dinamičnih območij na Kitajskem z visoko stopnjo odprtosti in inovativnosti.

## Gospodarstvo
Območje delte Jangce vključuje več kot dvajset relativno razvitih mest v treh provincah. Izraz se na splošno uporablja za celotno regijo, ki se razteza vse do Lianjunganga v Džjangsuju na severu in do Vendžova v Džedžjangu na jugu.
Delata Jangce vsebuje najbolj rodovitna tla na vsej Kitajski. Riž je prevladujoči pridelek delte, vendar se z njim kosa tudi ribolov v notranjosti. V Čing Puju 50 ribnikov, v katerih živi pet različnih vrst rib, vsako leto proizvede 29.000 ton rib. Eden največjih strahov ribogojcev v tej regiji je, da bo strupena voda pronicala v njihove umetne lagune in ogrozila njihovo preživetje.

## Promet
Regija ima dobro razvito prometno infrastrukturo z eno najvišjih stopenj lastništva zasebnih vozil na Kitajskem. Prometni predpisi so prav tako primerjalno strožji kot v drugih delih države. Tukaj so glavna ladijska in trgovska središča, kot sta pristanišče Šanghaj in pristanišče Ningbo-Džoušan; ta pristanišča so največja na svetu za pretovor kontejnerjev oziroma tovora. Na območju je tudi most Hangdžov Bay, najdaljši most čez morje na svetu z dolžino 36 km, in ima najgostejšo mrežo hitrih železniških prog, ki obsega 12 prog.

## Podnebje
Delta Jangce ima morsko monsunsko subtropsko podnebje z vročimi in vlažnimi poletji, hladnimi in suhimi zimami ter toplo pomladjo in jesenjo. Zimske temperature lahko padejo tudi do -10 °C (rekord), vendar se lahko tudi spomladi pojavijo velika temperaturna nihanja.